# Inspirace
Inspirace (z lat. in-spirare, vdechnout) může znamenat:
- v lékařství vdechování
- v běžné řeči podnět, nápad, vnuknutí
- tvořivé nadšení, nával kreativity, například básnická inspirace
- v křesťanské teologii pojem pro zvláštní původ a povahu Písma (Bible)

## Básnická a umělecká inspirace
Ve vztahu k umělcům a zejména k básníkům vyjadřuje slovo inspirace údiv posluchačů nad tím, co dokáže básník vyvolat jen prostřednictvím slov, řeči. Ale i básníci sami často vyjadřovali zkušenost „nápadu“, nečekané myšlenky, kterou si nevymysleli, nýbrž která je „přepadla“, případně i pronásledovala. Na tom je založena romantická představa múz nebo génia, původně řeckých polobožstev, která lidem přinášejí a „vdechují“ myšlenky. Podobně jako věštci pokládali se i básníci někdy za pouhé mluvčí nadlidské inspirace. Platón ve "Faidru" mluví o šílenosti (mania) a o vytržení (enthusiasmón) nad krásou. Básnickou inspirací se zabýval například Friedrich Nietzsche.
Starověká představa inspirace navázala na posvátné nadšení (entuziasmus) věštců, kteří při slavnostech upadali do extáze, a přenesla je i na básníky a umělce. V křesťanském pojetí znamená inspirace vnuknutí, které pochází od Boha. V silném významu užívali slovo inspirace romantici a patřilo také k úctě géniů v 19. století.

## Teologie
Myšlenka přímého Božího vnuknutí se vyskytuje u starozákonních proroků, například: „Lidský synu, mluv k izraelským starším a řekni jim: ‚Toto praví Panovník Hospodin: ...“ Křesťanská teologie tuto myšlenku převzala a vyjádřila pojmem inspirace, který znamenal božský původ Bible jako Božího zjevení. Už ve středověku se ale objevuje myšlenka, že Písmo je přímý diktát Boží – myšlenka doslovné čili verbální inspirace. Tu pak zastávali mnozí teologové až do 19. století a objevuje se i dnes u takzvaných fundamentalistů.
| „                      | Toho si buďte především vědomi, že žádné proroctví v Písmu nevzniká z vlastního pochopení skutečnosti. Nikdy totiž nebylo vyřčeno proroctví z lidské vůle, nýbrž z popudu Ducha svatého mluvili lidé, poslaní od Boha. | “ |
| — Druhý Petrův 1,20-21 | |   |

Fundamentalisté také často argumentují pozdním deuteropavlovským listem Timoteovi, kde pisatel mj. píše, že "veškeré písmo pochází z Božího Ducha" (řec. theopneustos čili "vdechnuté Bohem"), sr. 2 Tm 3, 16.
Katolický postoj je ale takový, že Bible byla Bohem inspirována ve všech částech, ale nikoli Bohem přímo sepsána či nadiktována. Právě proto se používá pojem inspirace. Nejen Bůh ale i svatopisci jsou považováni za skutečné autory, protože „z popudu Ducha svatého mluvili lidé“ a Bůh tak mluví lidským způsobem. Proto je pro porozumění tomu, co chtěl svatopisec vyjádřit, potřebné pátrat po jeho dobové a kulturní situaci, po způsobech vyjadřování běžných v jeho době a rozumět použitému dobovému literárnímu stylu. Inspirace tak garantuje to, co chtěl svatopisec skutečně vyjádřit, i když se to neomezuje na čistě náboženské téma. Negarantuje ale autorovo kulturní pozadí, které je v autorově textu patrné ale není předmětem výpovědi (např. biologické či astronomické znalosti).